# (26629) Zahller
(26629) Zahller est un astéroïde de la ceinture principale.

## Description
(26629) Zahller est un astéroïde de la ceinture principale. Il fut découvert le 12 avril 2000 à Flagstaff USNO par Christian B. Luginbuhl. Il présente une orbite caractérisée par un demi-grand axe de 2,67 UA, une excentricité de 0,11 et une inclinaison de 11,3° par rapport à l'écliptique.

## Compléments